# Faith No More
Faith No More är ett amerikanskt rockband som bildades 1979 i San Francisco, Kalifornien. De är mest kända för låtarna Epic och Easy (som är en The Commodores-cover). De är kända för sin experimentella musik och stora inflytande på senare progressiva och experimentella grupper. Bandet blandar rock med influenser från många olika håll som till exempel funk, hiphop, jazz och heavy metal.
Bandet splittrades 1998 men i ett pressmeddelande den 23 februari 2009 tillkännagavs att Faith No More återförenas. Bandet återbildas för att åtminstone genomföra en Europaturné men säger samtidigt att man inte riktigt vet vart det sedan tar dem. Faith No More återförenas med samma uppsättning medlemmar som bemannade bandet vid splittringen 1998.

## Historia
Den första inkarnationen av Faith No More var bandet Faith No Man med Mike Morris som sångare och frontman. 1982 började han dock bli lite för dominant inom gruppen, vilket ledde till att keyboardisten Roddy Bottum, trummisen Mike Bordin och basisten Billy Gould hoppade av och började spela under namnet Faith No More. Gitarrist i det nya bandet blev Bordins vän Jim Martin som tidigare spelat i high school-bandet EZ-Street tillsammans med bland andra Cliff Burton. 
Efter en lång period med olika sångare (bland andra Courtney Love) blev så småningom Chuck Mosely vokalist. Hans karriär inom bandet sträckte sig över de två första skivorna. 1988 byttes Mosely ut mot Mike Patton från det experimentella bandet Mr. Bungle. Året efter släpptes Faith No Mores genombrottsskiva The Real Thing med låten Epic som spelades mycket på MTV och bidrog till att göra bandet känt.
Gruppens fjärde skiva Angel Dust var ännu mer experimentell än de tidigare med låtar som RV, en monolog med jazzinfluenser och valstakt, och Jizzlobber, en betydligt tyngre låt med black metal-liknande skrik och growlpartier. Bandets femte skiva, King for a Day... Fool for a Lifetime, fick relativt dåliga recensioner och ses av många som en formsvacka i gruppens karriär. Den sjätte och sista skivan hade namnet Album of the Year och kom 1997.
Faith No More splittrades år 1998. Det är oklart varför de valde att gå skilda vägar, men den mest omtalade teorin är att bråken mellan bandmedlemmarna bidrog till en outhärdlig stämning. Det ironiska är att bandet splittrades just som de började få stora framgångar igen; de skulle turnera med rockgruppen Aerosmith i juni samma år.
Efter bandets splittring ägnade sig Mike Patton åt diverse projekt såsom Fantômas, Tomahawk och tidigare även Mr. Bungle. Roddy Bottum spelar keyboard i bandet Imperial Teen. Billy Gould är numera mest känd som musikproducent och skivbolagsdirektör. Mike Bordin spelar i Ozzy Osbournes band.
2009 återförenades Faith No More, och de påbörjade en turné, under vilken de nådde Sverige i juni, då de spelade på festivalen Peace & Love i Borlänge.

## Medlemmar
Nuvarande medlemmar
- Billy Gould – basgitarr, gitarr, bakgrundssång (1981–1998, 2009–)
- Mike Bordin – trummor, slagverk (1981–1998, 2009–)
- Roddy Bottum – keyboard, piano, keytar, gitarr, bakgrundssång (1981—1998, 2009–)
- Mike Patton – sång, sampling (1988—1998, 2009—)
- Jon Hudson – gitarr (1996—1998, 2009— )

Tidigare medlemmar
- Mike "The Man" Morris – gitarr, sång (1981–1983)
- Wade Worthington – keyboard (1981)
- Scott Colbertson – gitarr (1983)
- Desmond Trial – gitarr (1983)
- Mark Stewart – gitarr (1983)
- Jim Martin – gitarr (1983–1993)
- Jake Crucifix – gitarr (1983)
- Joe "Pop-o-Pie" Pye – sång (1983)
- Courtney Love – sång (1983)
- Paula Frazer – sång (1983)
- Walter O'Brien – sång (1983)
- Mark Bowen – gitarr (1984–1985)
- Chuck Mosley – sång (1984–1988)
- Trey Spruance – gitarr (1993–1995)
- Dean Menta – gitarr (1995–1996)

Turnerande medlemmar
- Trey Spruance – gitarr (2011)

## Diskografi
Demo
- 1983 – Faith. No More.
- 1988 – The Real Thing Demos
- 1990 – "Woodpecker from Mars (live)" / "Underwater Love (live)" (promo)

Studioalbum
- 1985 – We Care a Lot
- 1987 – Introduce Yourself
- 1989 – The Real Thing
- 1992 – Angel Dust
- 1995 – King For A Day... Fool For a Lifetime
- 1997 – Album of the Year
- 2015 – Sol Invictus

Livealbum
- 1991 – Live at the Brixton Academy

EP
- 1990 – From Out of Nowhere
- 1993 – Easy
- 1998 – The Interview Sessions

Singlar
- 1982 – "Song of Liberty" / "All Quiet in Heaven"
- 1988 – "We Care a Lot" / "Spirit"
- 1988 – "Anne's Song (remix)" / "Greed"
- 1989 – "From out of Nowhere" / "The Cowboy Song" / "The Grade"
- 1990 – "Epic" / "Edge of the World"
- 1990 – "Epic" / "War Pigs (live)" / "Surprise! You're Dead! (live)" / "Chinese Arithmetic (live)" / "Epic (live)" (12" vinyl)
- 1990 – "Falling to Pieces" / "We Care a Lot (live)" / "Underwater Love (live)" / "From Out of Nowhere (live)"
- 1991 – "We Care a Lot (live)" / "We Care a Lot"
- 1992 – "A Small Victory (Remixed by Youth)"
- 1992 – "Epic (remix)" / "Falling to Pieces (remix)"
- 1992 – "Midlife Crisis" / "Jizzlobber" / "Crack Hitler" / "Midnight Cowboy"
- 1992 – "A Small Victory (edit)" / "A Small Victory (full length)" / "Let's Lynch the Landlord" / "Malpractice"
- 1992 – "Everything's Ruined" / "Edge of the World (live)" / "RV (live)"
- 1992 – "I'm Easy" / "Be Aggressive" / "A Small Victory (live)" / "Mark Bowen (live)"
- 1993 – "Songs to Make Love To..."
- 1995 – "Digging the Grave" / "I Started a Joke" / "Greenfields"
- 1995 – "Ricochet"
- 1995 – "Evidence"
- 1997 – "Ashes to Ashes"
- 1997 – "Last Cup of Sorrow"
- 1997 – "Stripsearch"
- 1998 – "I Started a Joke"
- 1998 – "We Care a Lot" / "I Started a Joke"
- 2014 – "Motherfucker" / "Motherfucker (J.G. Thirlwell remix)"
- 2015 – "Superhero" / "Superhero (Battaglia Remix)"

Samlingsalbum
- 1998 – Who Cares a Lot?
- 2003 – This Is It: The Best of Faith No More
- 2005 – Epic and Other Hits
- 2006 – The Platinum Collection
- 2008 – The Works - A 3 CD Retrospective (3CD box)
- 2009 – The Very Best Definitive Ultimate Greatest Hits Collection
- 2010 – Midlife Crisis - The Very Best Of
- 2011 – Original Album Series (5CD box)

VIdeo
- 1990 – You Fat Bastards: Live at the Brixton Academy (VHS)
- 1993 – Video Croissant (VHS)
- 1999 – Who Cares a Lot?: Greatest Videos (VHS)
- 2006 – Live at the Brixton Academy, London: You Fat Bastards/Who Cares a Lot?: The Greatest Videos (2DVD)

Annat
- 1992 – "Season's Greetings (Soil X Samples 8)" (delad 7" vinyl: Faith No More / L7)
- 1993 – "Another Body Murdered" (delad EP: Faith No More / Helmet)
- 1998 – This Town Ain't Big Enough for Both of Us (delad EP: Faith No More / Sparks)